# Jardin exotique de Monaco
Le jardin exotique de Monaco est un jardin botanique situé à Monaco, géré par la mairie de Monaco. Il est situé à la base de la falaise du quartier ordonnancé monégasque dit du « Jardin exotique », lui même situé dans le quartier traditionnel de La Condamine.

## Présentation
Conçu par l'ingénieur monégasque Louis Notari sur les vœux du prince Louis II, le jardin a été ouvert au public en 1931 mais officiellement inauguré seulement en 1933. Les travaux se poursuivront encore et le jardin ne sera achevé et conforme à son état actuel que vers 1938-1939. Mais ce n'est qu'après la guerre, grâce à son directeur Louis Vatrican, qu'il est devenu une institution d'une valeur scientifique réelle.
Il présente beaucoup de plantes succulentes particulièrement des cactus, originaires de plusieurs zones sèches lointaines (Sud-Ouest des États-Unis, Mexique, Amérique Centrale et du Sud, Afrique du Sud et Orientale).
Le jardin abrite en son sein le Musée d'anthropologie préhistorique, inauguré en 1960.
Ils sont 500 000 en 1991 et 291 979 à arpenter les allées en 1996.
Il est fermé à la visite en 2021 durant la pandémie de Covid-19.

## Galerie d'images

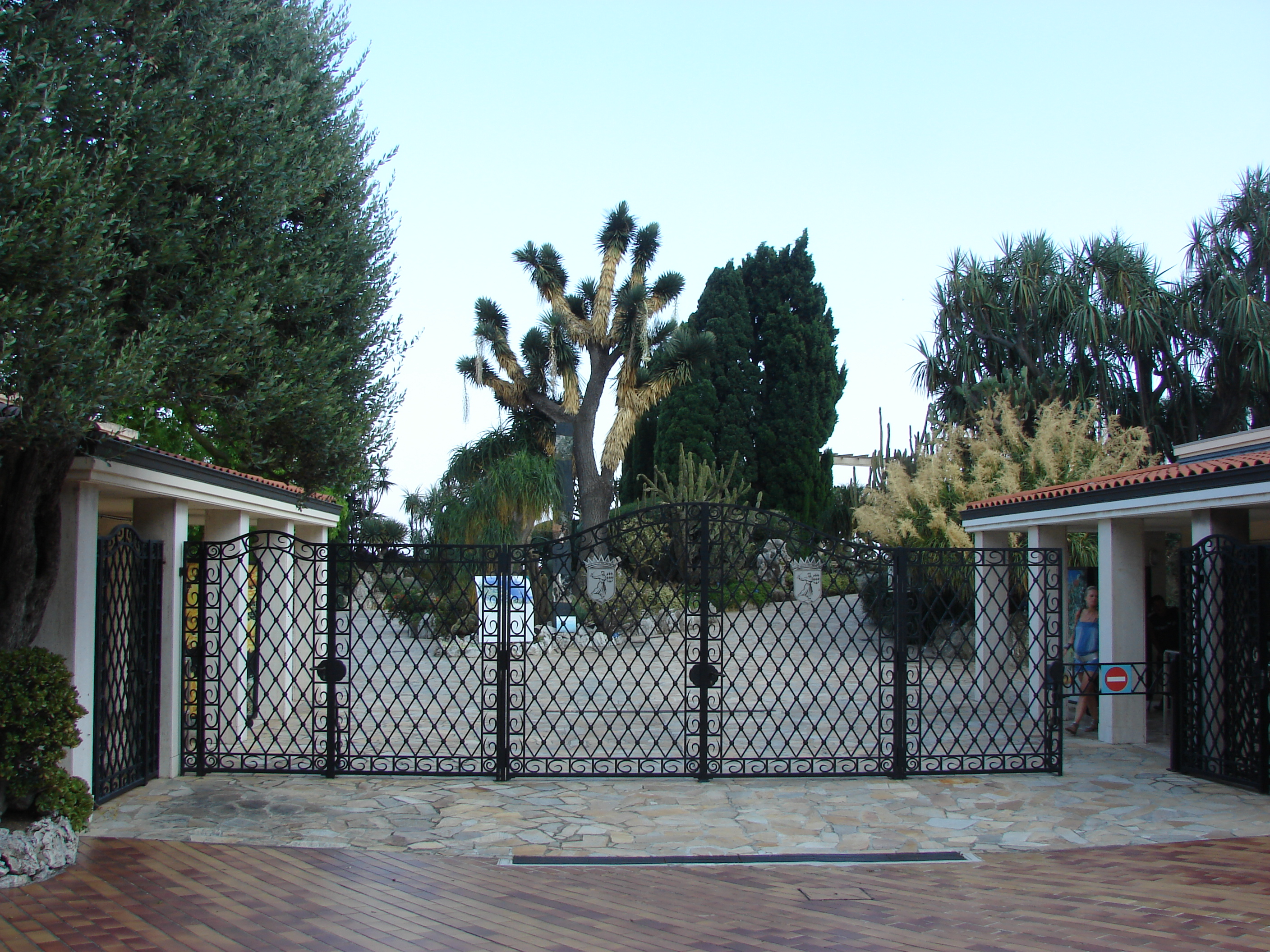
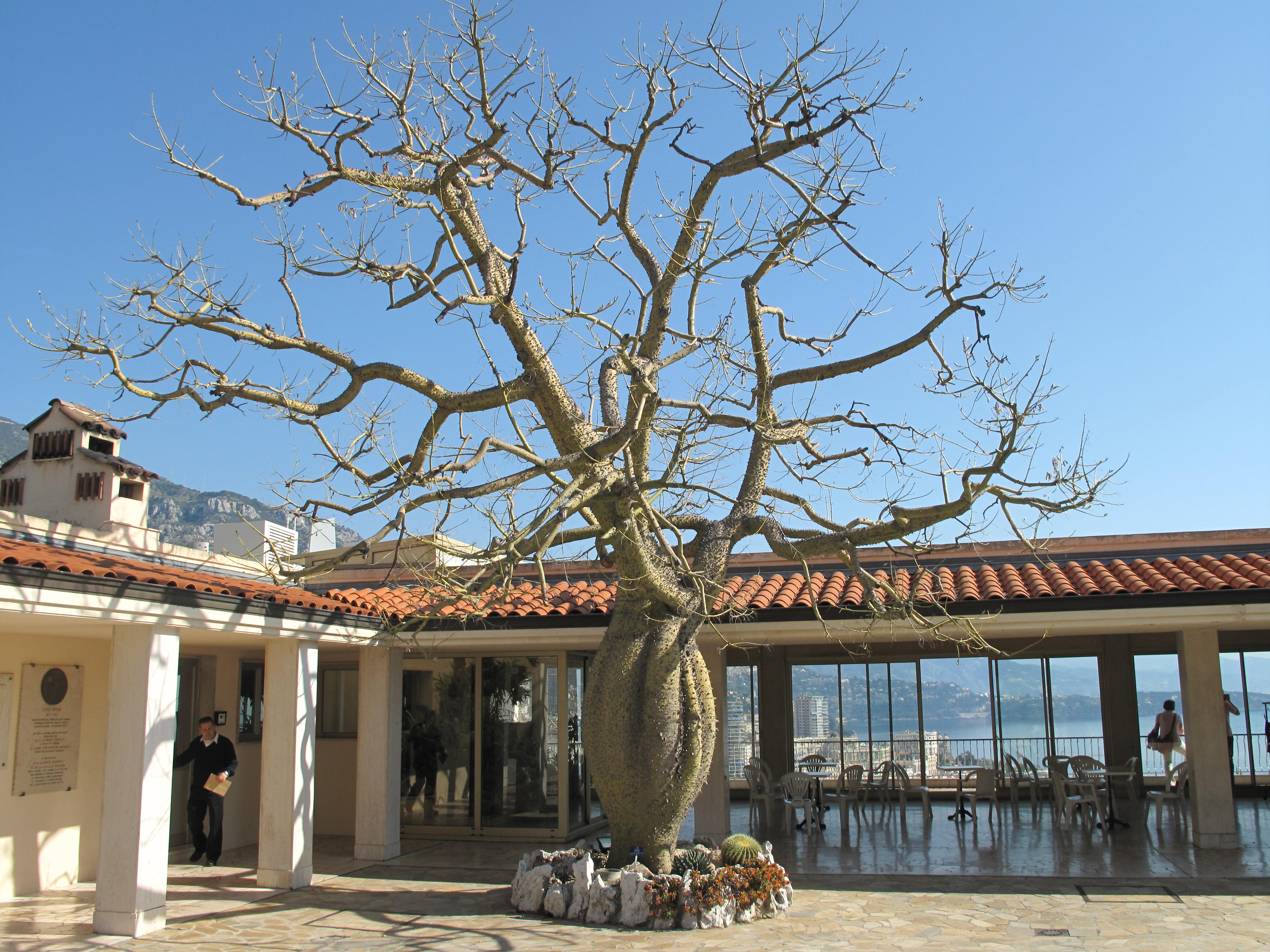
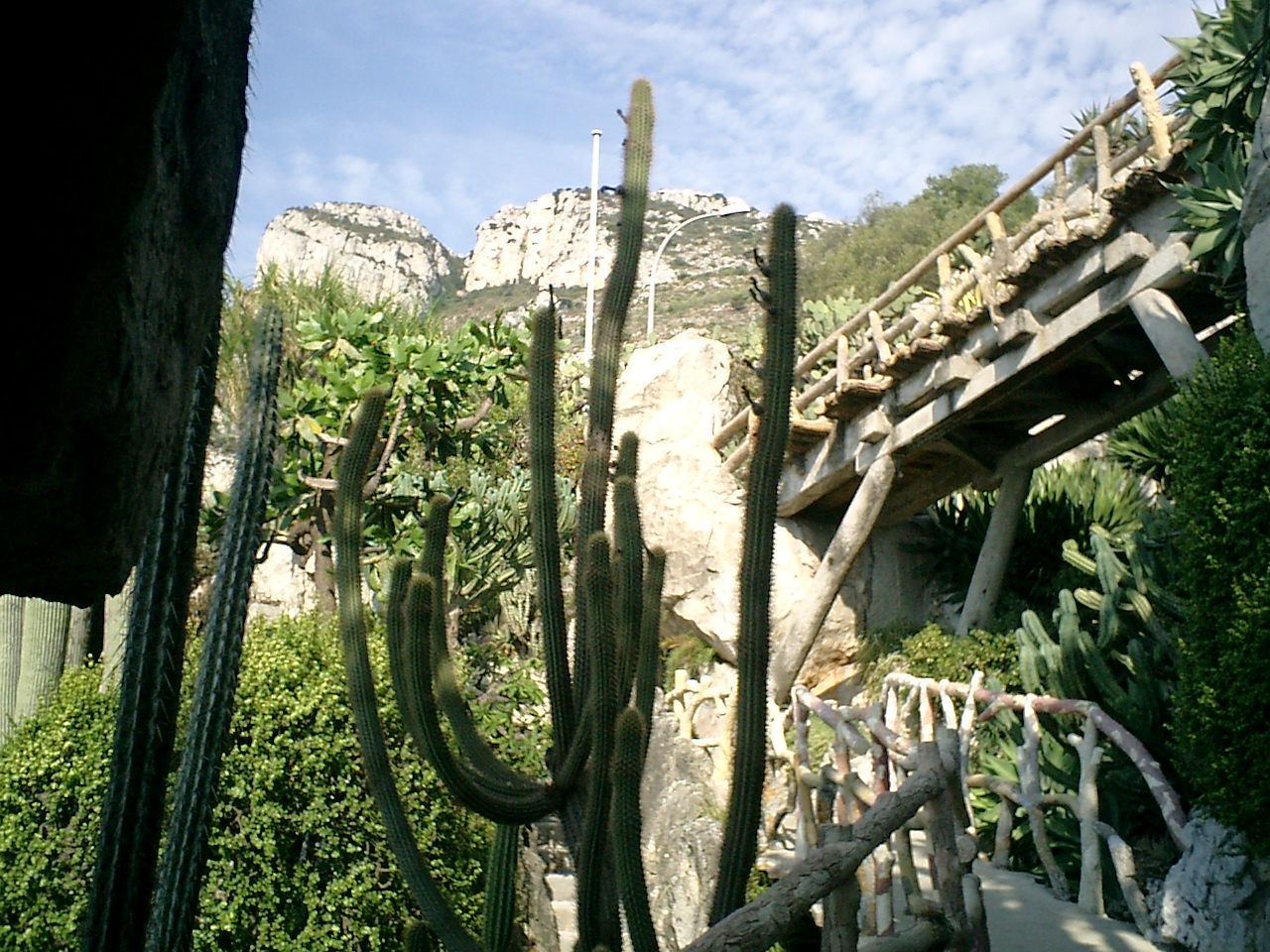
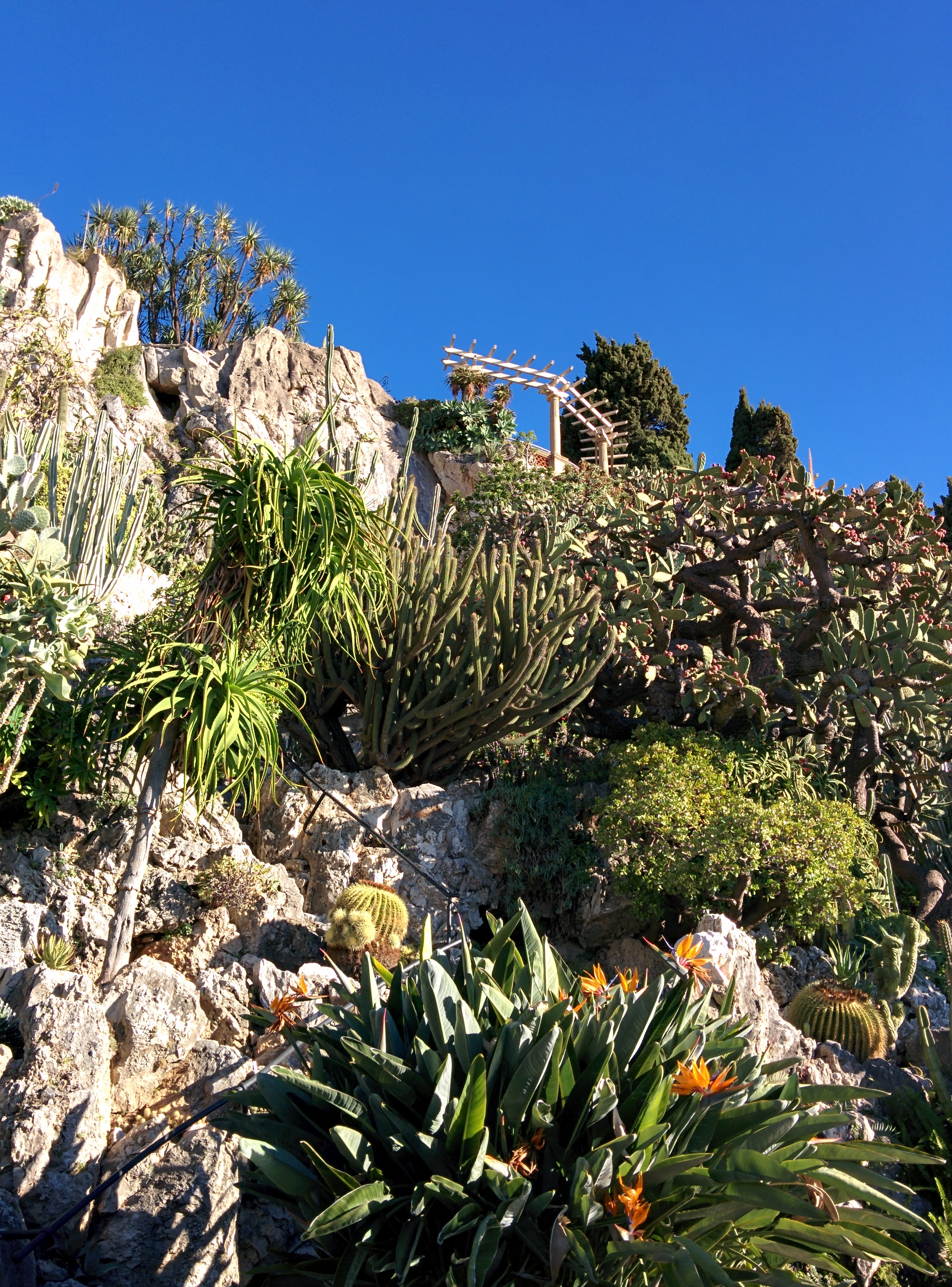
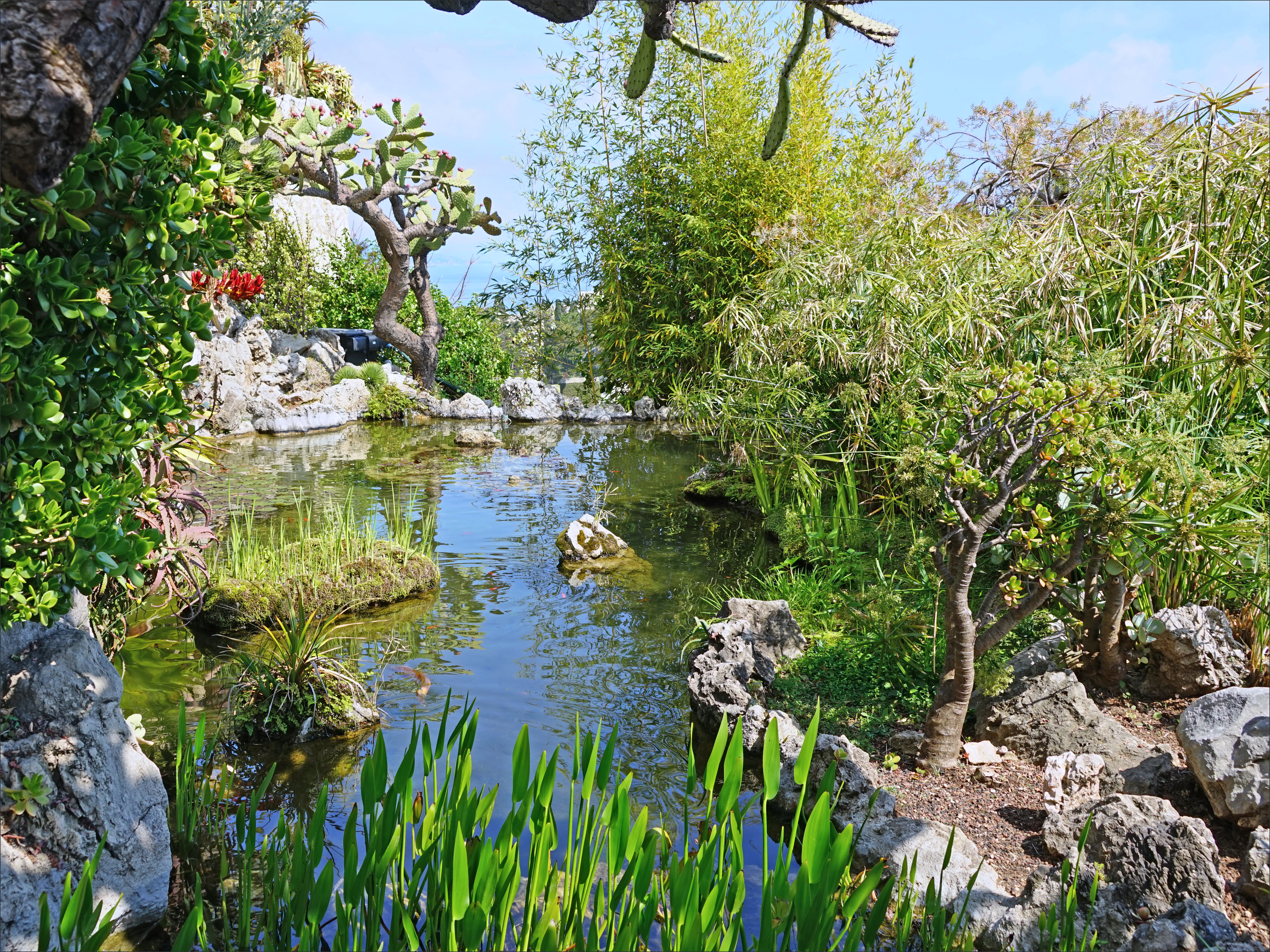
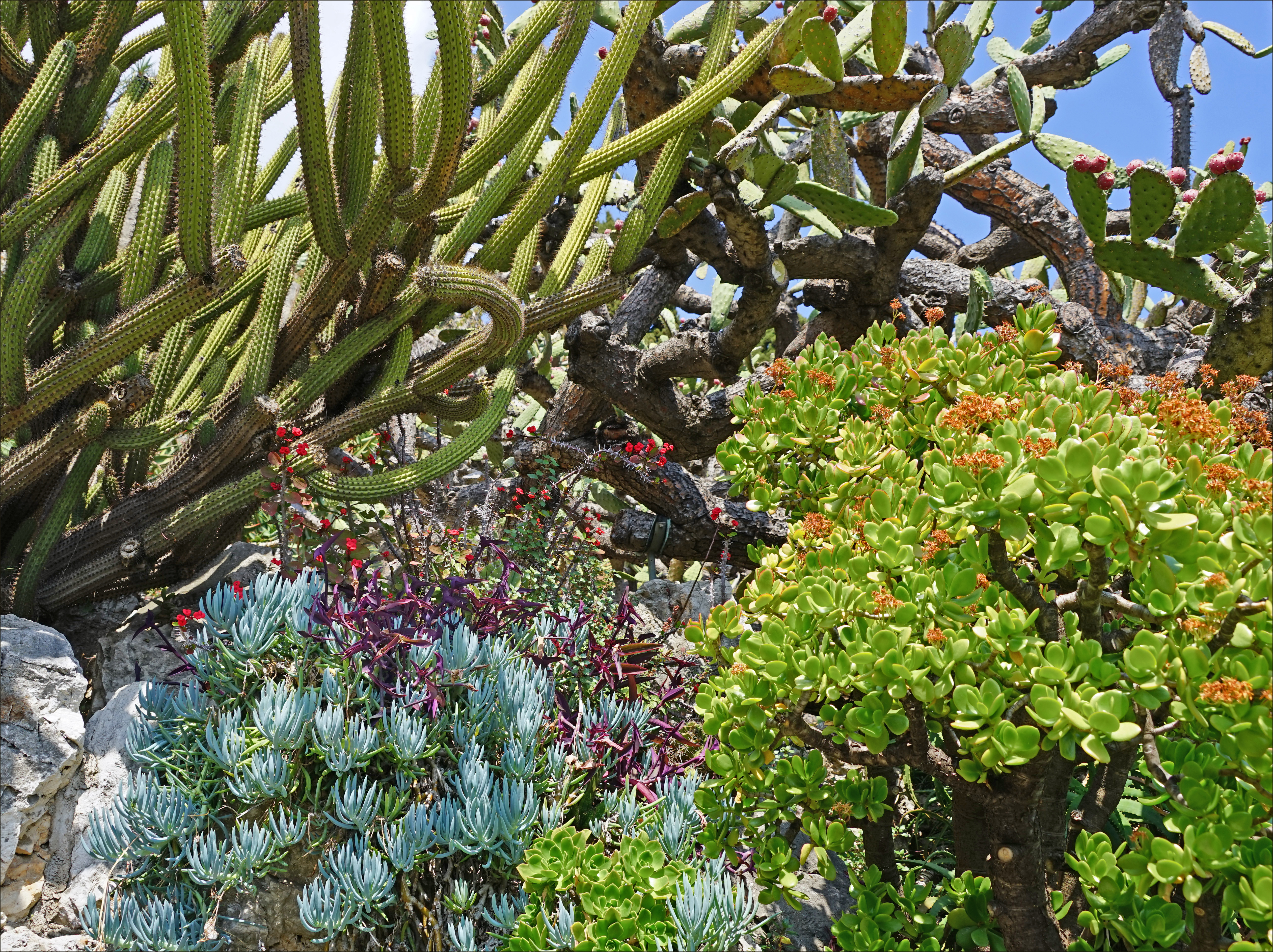
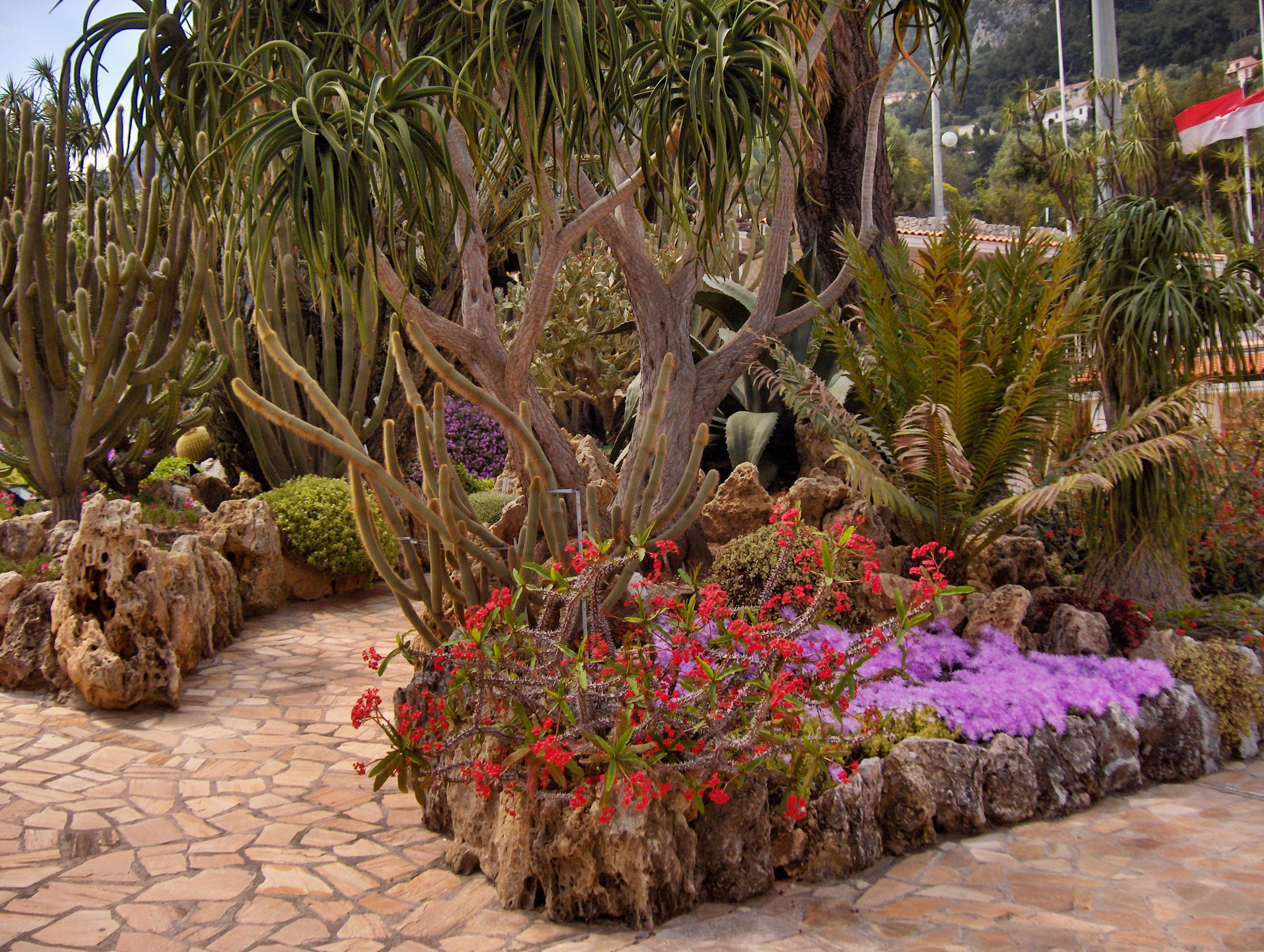
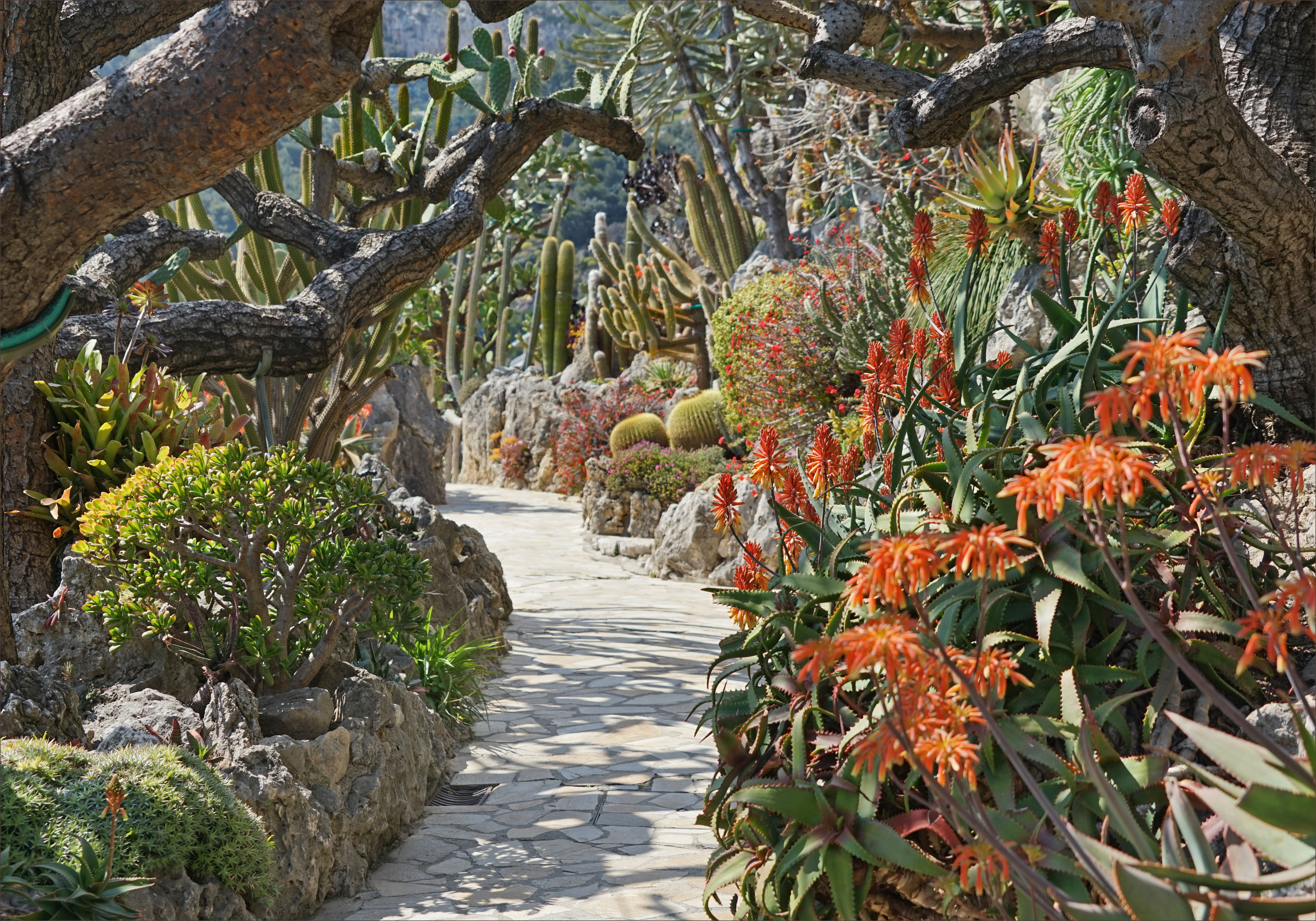
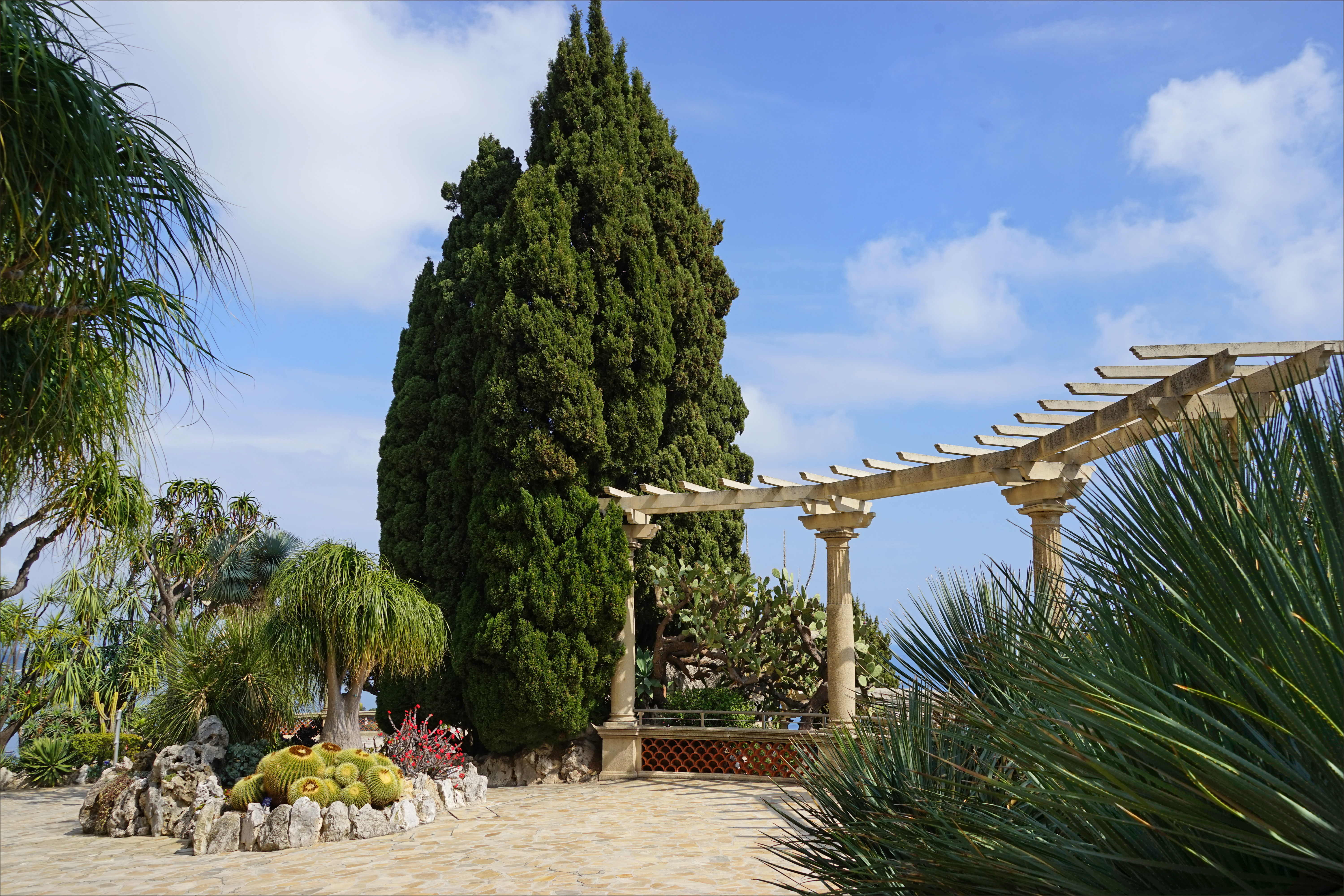
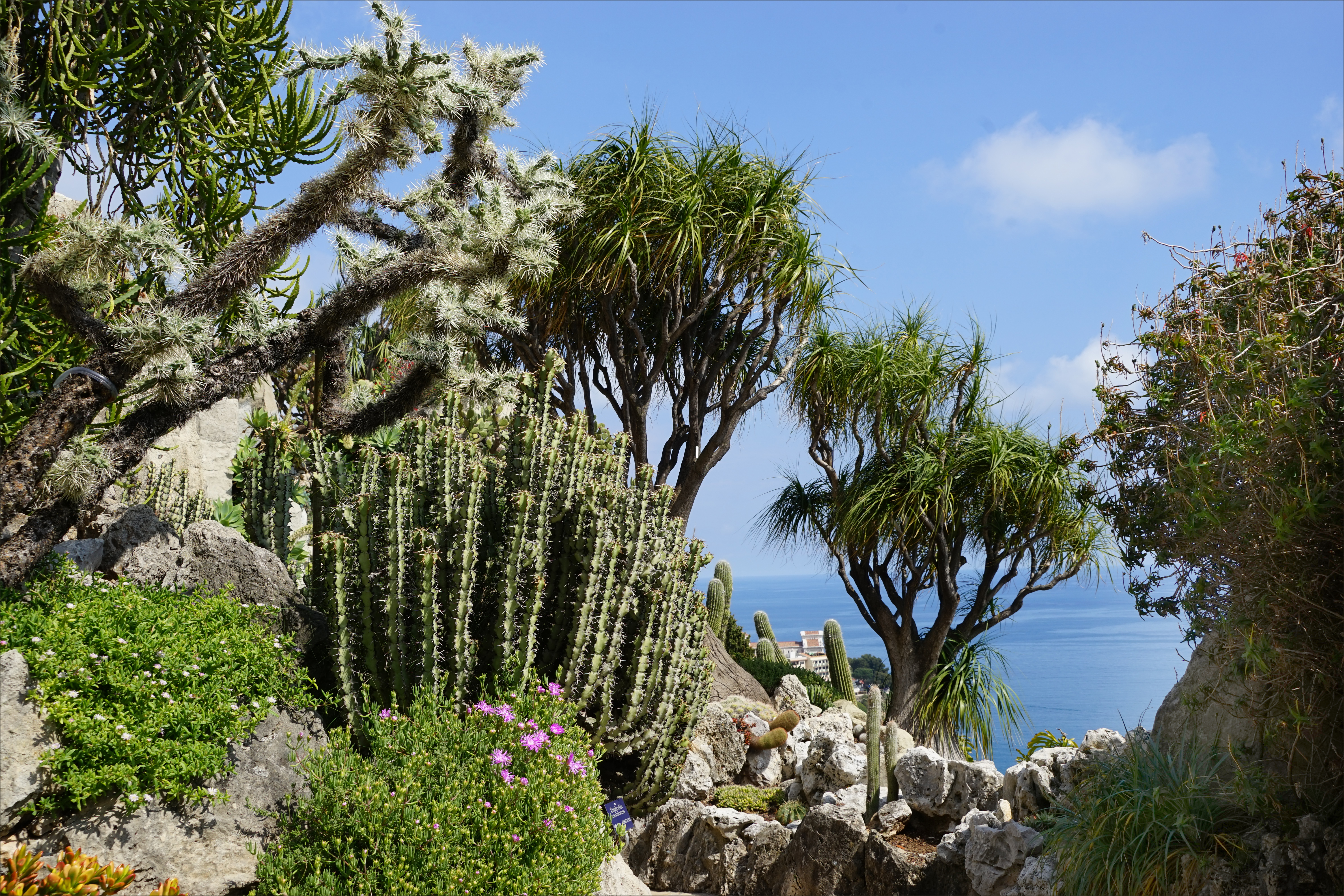
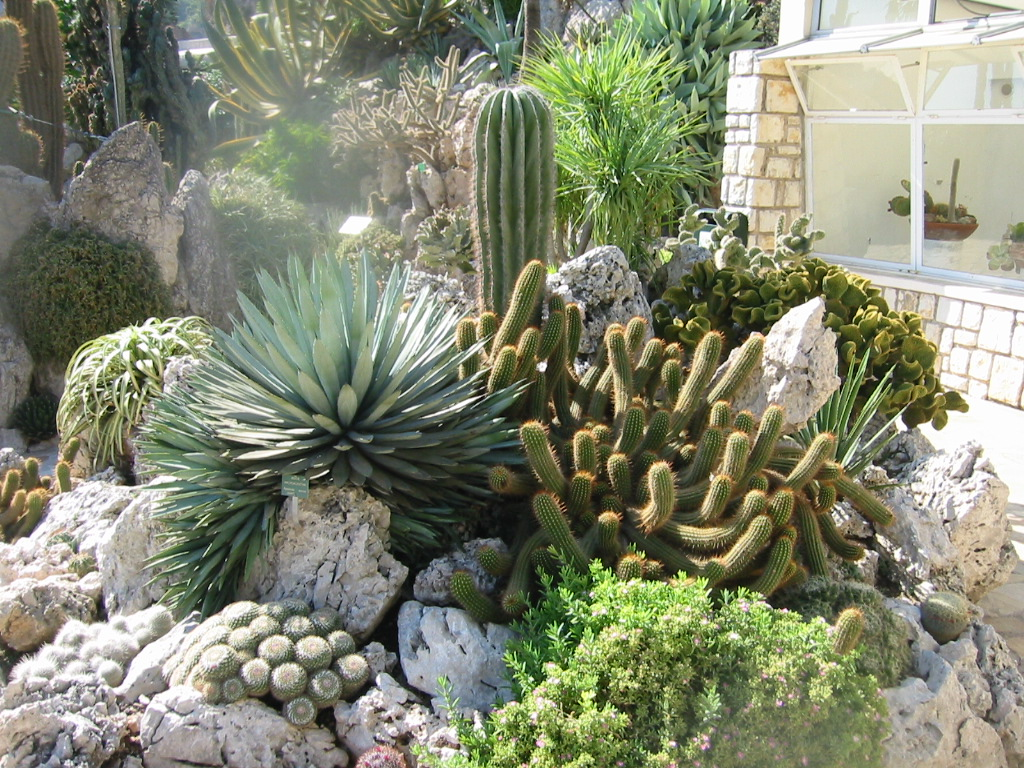

## Grotte de l'Observatoire

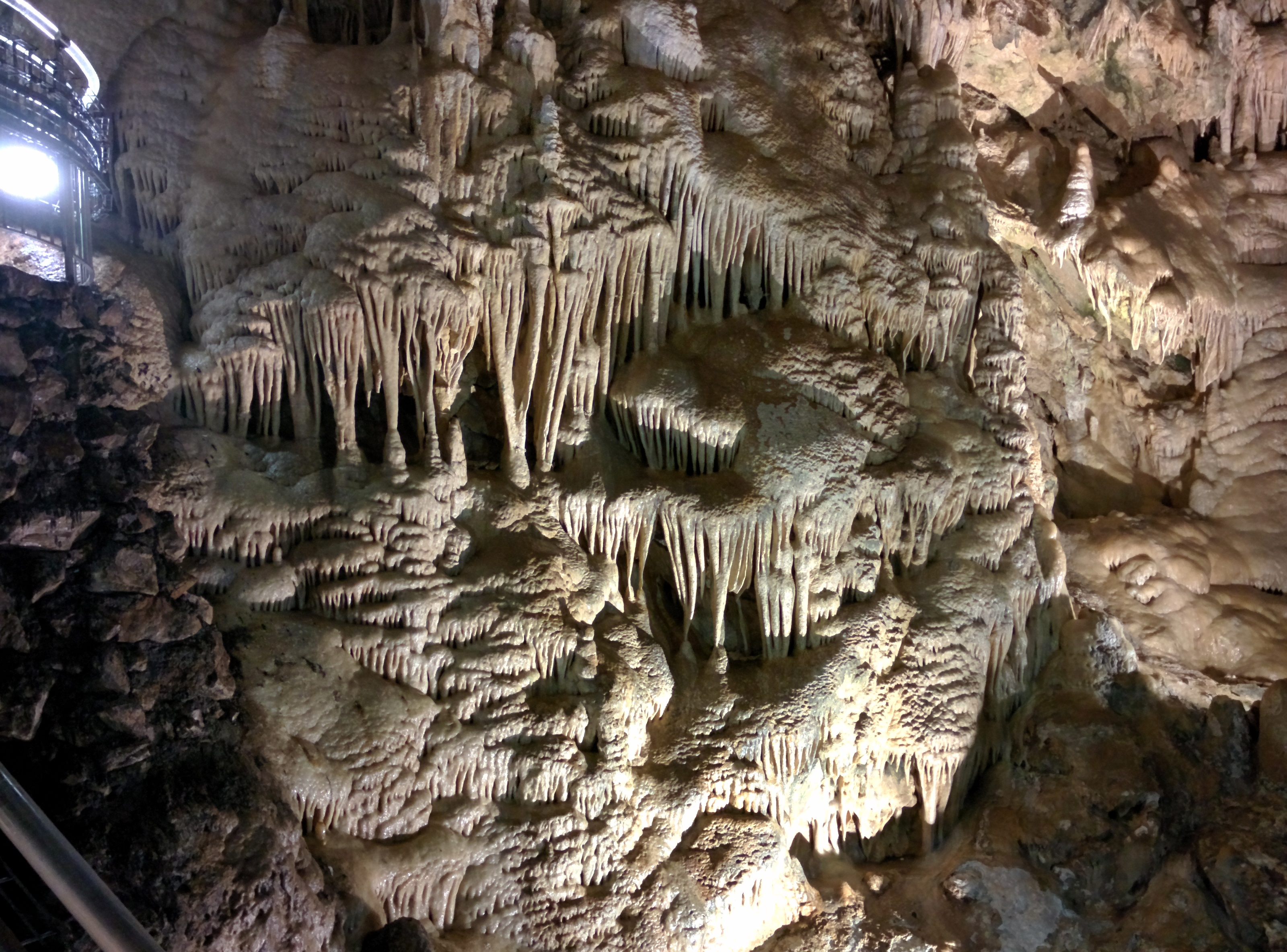
Intérieur de la Grotte de l'Observatoire.

À la base de la falaise du jardin s'ouvre une cavité naturelle souterraine dans laquelle la roche calcaire, creusée par l'eau il y a des millénaires, est parsemée de cavernes ornées d'une grande variété de concrétions : stalactites, stalagmites, draperies ou colonnes.
Ouverte au public en 1950, la visite de la grotte, dite « grotte de l'Observatoire », guidée par des spécialistes, se déroule entre les altitudes 98 m et 40 m.
La cavité s'enfonce pratiquement jusqu'au niveau de la mer, elle est parcourue régulièrement par des spéléologues locaux.
Des traces d'habitat humain préhistorique y ont été trouvées.
Le musée d'anthropologie préhistorique de Monaco situé dans le jardin expose plusieurs de ces découvertes.

## Préservation
Construit à flanc de falaise le Jardin Exotique offre une vue imprenable sur la Principauté de Monaco et propose de découvrir des plantes succulentes aux formes extravagantes dont les cactées (ou cactus) constituent la famille la plus représentative.
En 2021, les travaux de consolidation des falaises du Jardin exotique ont débuté. Fruit d'un travail périlleux, la sécurisation des falaises du Jardin Exotique est un chantier hors norme.

## Direction
Ses directeurs successifs sont :
- Louis Vatrican de 1935 à 1969
- Marcel Kroenlein de 1969 à 1993
- Jean-Marie Solichon depuis 1993
- Diane Ortolani depuis le 9 juillet 2018[7]